# Oleh Ljaško
Oleh Valeriovič Ljaško (ukrajinsky Олег Валерійович Ляшко, * 3. prosince 1972, Černihiv, SSSR) je ukrajinský novinář a politik za stranu Radikální strana Oleha Ljaška (Радикальна партія Олега Ляшка).

## Biografie
V letech 1995–1998 studoval na právnické fakultě Národní pedagogické univerzity v Charkově.
V minulosti byl považován za blízkého člověka Serhije Lovočkina.